# Enrico De Pedis
Enrico De Pedis (15 de maio de 1954 - 2 de fevereiro de 1990) foi um criminoso italiano e um dos chefes da Banda della Magliana, uma organização criminosa italiana com sede na cidade de Roma, particularmente ativa ao longo da década de 1970 até início da década de 1990. Seu apelido era "'Renatino". Ao contrário de outros membros de sua gangue, De Pedis possuía um forte espírito empreendedor. Enquanto os outros membros desperdiçaram seus ganhos, ele investiu seus rendimentos ilícitos (em empresas de construção, restaurantes, boutiques, etc). 
Junto com muitos dos crimes cometidos por sua quadrilha, De Pedis também tem sido associado ao desaparecimento de Emanuela Orlandi, cujo caso tem sido relacionado com o atentado contra o papa João Paulo II. Em 2 de fevereiro de 1990, ele foi emboscado e assassinado por seus antigos colegas na Via del Pellegrino perto do Campo de Fiori. Ele foi sepultado na Basílica de Santo Apolinário, em Roma. O enterro incomum foi ligado ao caso de sequestro de Emanuela Orlandi  e o túmulo foi aberto para uma investigação em 2012.  Em junho de 2012, o cadáver de De Pedis foi finalmente removido da igreja, cremado e as cinzas dissolvidas no mar. 
As procuradorias de Roma, investigaram por que ele foi sepultado na basílica de propriedade vaticana.  De acordo com o ex-membro do Banda della Magliana, Antonio Mancini , esta foi uma recompensa a De Pedis por seu papel em persuadir outros membros a interromper os ataques (incluindo o sequestro de Orlandi) que a quadrilha estava fazendo contra o Vaticano, a fim de forçar a restituição de grandes quantidades de dinheiro que tinham emprestado ao Banco do Vaticano, através do Banco Ambrosiano de Roberto Calvi.